# Техника строительства египетских пирамид
Те́хника строи́тельства еги́петских пирами́д изменялась от пирамиды к пирамиде. Существует множество гипотез относительно этого процесса, причем наука располагает определённой информацией о местоположении некоторых карьеров, о некоторых из инструментов, использовавшихся при разработке камня, о транспортировке камня к стройке, с 
помощью зубил или кирок, изготавливаемых из меди . Соответственно, добытый материал должен был быть каким-то образом доставлен к месту строительства и установлен. Расхождения между различными гипотезами касаются, в основном, методов доставки и установки блоков, а также оценок сроков строительства и потребности в рабочей силе.
Следует учитывать, что в разные эпохи технология строительства пирамид существенно менялась: первые пирамиды II династии строились кладкой из кирпича-сырца подобно мастабам; наибольший расцвет в эпоху III династии пришёлся на кладку т. н. «Великих» пирамид — всплошную из известняка с применением гранита; в эпоху упадка пирамидостроительства стройка велась засыпным способом, когда из камня делались только погребальная камера и послойно внешние стены пирамиды, а внутреннее пространство засыпалось песком и обломками камней. В первую очередь, наиболее интересным является вопрос технологии строительства Великих пирамид.
По своей технике, по орудиям труда большие пирамиды относятся к энеолитическому, или халколитическому, периоду, знаменующему конец каменного века.

## Сведения Геродота

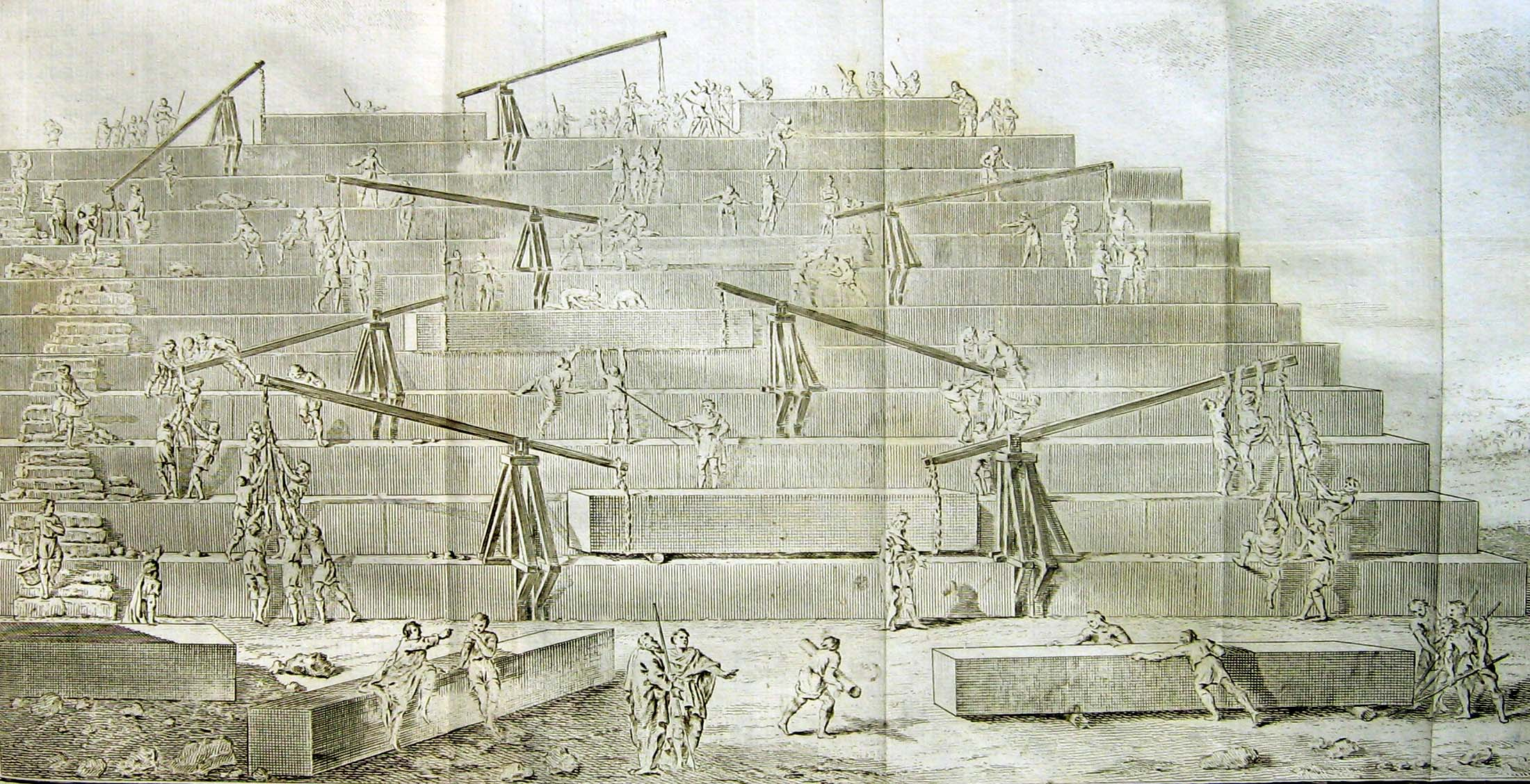
Реконструкция процесса строительства пирамид по Геродоту (гравюра XVIII века)

Единственным подробным письменным источником, в котором описывается процесс строительства пирамид, служит II книга «Истории» Геродота, посетившего Египет около 450 г. до н. э. Не говоря на языке египтян, Геродот должен был делать записи со слов греческих поселенцев, проживавших в стране, а также — через переводчиков — со слов представителей египетского жречества. О том, как строили Великие пирамиды за две тысячи лет до него, ему определённо было трудно узнать, поскольку это вряд ли было известно и самим египтянам.

Одни были обязаны перетаскивать к Нилу огромные глыбы камней из каменоломен в Аравийских горах (через реку камни перевозили на кораблях), а другим было приказано тащить их дальше до так называемых Ливийских гор. Сто тысяч людей выполняло эту работу непрерывно, сменяясь каждые три месяца. Десять лет пришлось измученному народу строить дорогу, по которой тащили эти каменные глыбы, — работа, по-моему, едва ли не столь же огромная, как и постройка самой пирамиды. Ведь дорога была пять стадий длины, а шириной в десять оргий, в самом высоком месте восемь оргий высоты, построена из тесаных камней с высеченными на них фигурами. Десять лет продолжалось строительство этой дороги и подземных покоев на холме, где стоят пирамиды. В этих покоях Хеопс устроил свою усыпальницу на острове, проведя на гору нильский канал. Сооружение же самой пирамиды продолжалось двадцать лет. У неё с каждой стороны грань в восемь плетров, квадратная и равная высоте. Она сложена из тёсаных и прилаженных камней, каждый камень по меньшей мере тридцать кубических футов. Построена же эта пирамида вот как. Сначала она идёт в виде лестницы уступами, которые иные называют площадками, или ступенями. После того как заложили первые камни, остальные поднимали при помощи помостов, сколоченных из коротких балок. Так поднимали с земли камни на первую ступень лестницы. Там клали камень на другой помост; с первой ступени втаскивали на второй помост, при помощи которого поднимали на вторую ступень. Сколько было рядов ступеней, столько было и подъёмных приспособлений. Быть может, однако, было только одно подъёмное приспособление, которое после подъёма камня без труда переносилось на следующую ступень. Мне ведь сообщали об обоих способах — почему я и привожу их. Таким образом, сначала была окончена верхняя часть пирамиды, затем соорудили среднюю и напоследок самые нижние ступени на земле.

Последняя фраза Геродота кажется бессмыслицей, но дело в том, что во времена его посещения Египта, пирамиды на плато Гиза ещё стояли в облицовке и были гладкими пирамидами. Геродот пытается объяснить этой фразой, каким образом были доставлены блоки облицовки на самый верх пирамиды — ведь по описанному методу, для его реализации необходимо, чтобы вся пирамида до верха была уступчатой. На самом деле проблема объяснения техники облицовки должна также и учитывать то, что облицовка крепилась на удлиненные закладные краевые блоки, в отличие от блоков черновой кладки, всегда заходившие под слой вышележащих.
Закончив кладку, производили первичную отделку здания, стоя на наклонной плоскости или насыпи. По мере того как отделка продвигалась всё ниже, насыпь разбирали. Диодор Сицилийский, говоря о строительстве пирамид, отмечает, что:

 «Постройка велась при помощи насыпей, так как в те времена ещё не были изобретены подъёмные орудия».

## Гипотезы производства строительных блоков

### Добыча блоков в карьерах для пирамид

#### Добыча строительного камня мягких пород

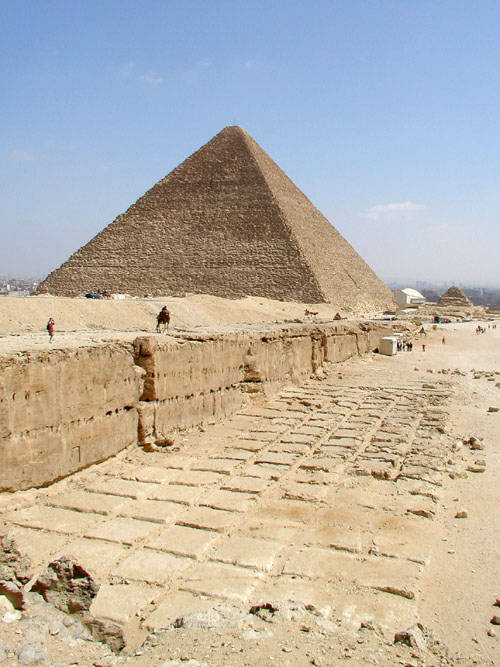
Карьер у пирамиды Хеопса

В настоящее время историческая наука, на основании археологических исследований, множества рисунков и письменных данных располагает обширной информацией о местоположении карьеров, где добывались материалы для постройки пирамид, а также о методах добычи и транспортировки камня. Древние египтяне умели разрабатывать камень в карьере ещё со времён I династии.
Чтобы узнать, как древнеегипетские каменщики добывали и обрабатывали строительный материал, археологи изучают следы работ в каменоломнях; на блоках, уложенных в зданиях; на незаконченных каменных изделиях; камнетёсы иногда оставляли свои орудия труда в гробницах, которые они строили. Тяжёлые молоты из твёрдых горных пород (долерита и др.) были обнаружены при археологических раскопках в некрополях. Для разравнивания скальных стен использовали медные резцы или каменные киркообразные орудия. В Верхнем Египте археологи обнаружили древние мастерские по изготовлению орудий труда камнерезов.
В работе с относительно мягким камнем, каким является большая часть известняка, рабочие могли использовать медные и бронзовые кирки, зубила с молотками и даже каменные аналоги этих инструментов. Лукас А. доказал, что до конца III тыс. до н.э. древнеегипетские каменщики обрабатывали твёрдые горные породы медными и каменными орудиями с применением кварцевого песка.
Пирамидные комплексы строились из крупнозернистых известняков светло-жёлтого или серого цвета, которые сравнительно легко поддаются обработке медными орудиями. Из этих известняков состоит Ливийское плато, на котором находится некрополь Саккара. На облицовку шли более ценные сорта камня, в т. ч. более твёрдый мелкозернистый белый известняк, добывавшийся на противоположном берегу Нила. Помимо известняка, египтяне пользовались такими мягкими камнями, как алебастр (разработки в Среднем Египте) и песчаник (из южной части Верхнего Египта).
На территории храма Хафра археологи обнаружили остатки разработки известняка, где были желобки шириной 12 см и глубиной до 25 см. В каменоломнях недалеко от пирамиды Хафра канавки вокруг камня делали шириной до полуметра.
Канавки в известняке и других мягких породах камня делали медными резцами и деревянными колотушками или каменными желваками. Инструменты вставлялись в деревянную рукоятку, по которой наносили удары деревянной колотушкой. Следы от ударов сохранились на многих дошедших до нас орудиях.
Одна из ниш гробницы Хетепхерес была частично сложена небольшими блоками, которые, судя по цвету камня, могли быть вырезаны здесь же в скальной камере. Скальные гробницы III тыс. до н. э. высекались также как в известняковой породе. В камне, который надо было выбрать, делали канавки шириной 15-20 см, глубиной 15 см. Затем каменным молотком били по камню, заключённому между двумя канавками. От удара камень откалывался.
Для отделения известняковых блоков объёмом несколько куб. м выдалбливали ямки, в которые вкладывали деревянные клинья, их обильно смачивали водой. Клинья разбухали и разламывали скалу.
Размер применяемых блоков на протяжении III тыс. до н.э. постепенно увеличивался. Пирамида Джосера и стена вокруг неё построены из блоков известняка высотой 25-35 см. Высота камней пирамиды и её ограды у Сехемхета — 50 см. Вес малых блоков III династии был таков, что только два человека могли поднять блок. При IV династии царские пирамиды строили из камней 2-10 т. Добыча блоков большего размера помогала экономить рабочую силу специалистов-камнетёсов, хотя и увеличивала число неквалифицированных рабочих для транспортировки каменных блоков; большой блок обладает большей прочностью и устойчивостью.
Стоит добавить, что основная масса камней, из которых сложены пирамиды, не превышает 1,5—2,5 тонны, что делает их пригодными для транспортировки. Вместе с тем дробление камня до размеров, например, кирпича увеличило бы трудоёмкость обработки того же объёма камня по меньшей мере в несколько раз.

#### Добыча строительного камня твёрдых пород
Более твёрдые породы — гранит, базальт, кварцит и подобные — могли обрабатываться посредством оббивания инструментом из долерита. Сверление и распил происходил с помощью медных или бронзовых трубок и беззубых пил с применением абразивов, типа кварцевого песка. Иероглифы и другие изображения выбивались с помощью кремнёвых зубил. Для гранитных блоков (как и для скульптур) по возможности подбирались подходящие глыбы, которым придавалась нужная форма. Или же они могли выламываться из массива скалы с помощью рядов насечек и разбухающих в воде деревянных клиньев. При добыче гранита не исключено и применение огня с последующей оббивкой, чему имеются примеры более позднего периода.
Применение твёрдых пород (гранит, базальт, диорит и др.) в III тыс. до н.э. было ничтожно малым. Следы разламывания гранита разбухшими от воды деревянными клиньями обнаружены на гранитных камнях в пирамиде Менкаура. Этот приём добычи гранита был весьма трудоёмким. До конца III тыс. до н.э. гранит из массива выламывался очень редко. Гранитные глыбы имелись в большом количестве у Асуана. Гранитные, базальтовые и диоритовые блоки меньшего размера получали распиливанием глыб.

### Отливка блоков из известнякового бетона
Профессор Жозеф Давидовиц, специализирующийся на разработке строительных материалов, выдвинул гипотезу о производстве блоков пирамид непосредственно на месте строительства из смеси каменной крошки и «геополимерного бетона» на основе известняка. Эта версия также объясняет и точную подгонку отдельных блоков при постройке пирамиды тем, что блоки были созданы из напоминающего бетон материала путём постепенного поднятия опалубки и изготовления блоков сразу на местах — отсюда и точность подгонки. Давидовиц в середине XX века разработал способ создания так называемого геополимерного бетона и предположил, что его открытие могло быть известно создателям пирамид. По его словам, ему удалось обнаружить в иероглифической надписи на одной из стен рецепт приготовления бетона.
Данная теория не получила распространения в учёной среде и проведённые впоследствии исследования опровергли эту теорию, так как геологи и палеонтологи, изучавшие состав и структуру блоков пирамид, неоднократно отмечали, что блоки представляют собой обработанные глыбы естественных осадочных отложений.
Важно учитывать, что крупные пирамиды III династии строились с проливкой установленных известняковых блоков большим количеством гипсового строительного раствора. Розовый гипсовый раствор хорошо виден между блоками Большой пирамиды Хеопса. Для обжига гипса здесь использовали местный тростник; раствор содержит многочисленные включения угольков от него. Радиоуглеродный анализ этих остатков указал даты, хорошо коррелирующие с традиционной датировкой постройки пирамиды в эпоху Хеопса.
Также следует знать, что пирамиды периодически подвергались достаточно большим объемам реставрации с использованием современных цементных блоков, в особенности Пирамида Хефрена, чья ветхая шапка сохранившейся облицовки наверху представляет угрозу осыпания. Значительные объемы современного подкрашенного цемента использованы и в пирамиде Хеопса, в частности, для заделывания выломов, сделанных древними грабителями (на Большой Ступени, в Предкамере, в Камере Царя). Кроме того, для удобства посещения туристов, в пирамидах ранее сверлилось большое количество отверстий для поручней, потом в ходе реконструкций некоторые из них демонтировались, заливались современным цементом, и т. п. Все эти примеры нахождения цемента не имеют никакого отношения к строительству в древности.

## Гипотезы перемещения блоков
Светло-жёлтый и серый известняк добывался на Ливийском плато, неподалёку от строящихся пирамид. Сложнее обстояло дело с доставкой камня издалека. Белый облицовочный известняк добывали на противоположном берегу Нила. Базальт — около оазиса Фаюм. Гранит привозили из Асуана, за тысячу километров от Гизы. Диорит добывался в районе Тушка, в сотнях километров от Асуана. Соответственно различались и способы транспортировки.

### Перемещения на лодках
В 2013 году при раскопках на объекте Вали-Эль-Джарф на побережье Красного моря группа французских и египетских исследователей обнаружила архив папирусов, относящийся ко времени конца царствования Хеопса, самый старый из когда-либо найденных в Египте (так называемые папирусы Красного моря). Большинство документов представляет собой счета на доставлявшуюся работникам провизию и журналы регистрации их деятельности. Два документа являются посуточным описанием действий, выполнявшихся бригадой (филой) из 40 рабочих под руководством человека по имени Мерер, вероятно, автора этих документов, в течение 3—5 месяцев (видимо, с июля по ноябрь последнего года правления Хеопса). В текстах раскрывается техника перевозки известняковых блоков из каменоломни Тура к пирамиде Хеопса, находящейся ниже по Нилу в 12 км от Туры. Команда использовала парусную деревянную лодку и перемещала на них несколько десятков блоков за один рейс через систему каналов от Нила почти до самой пирамиды; оценочно одна команда перевозила около 1000 блоков за сезон (в течение ежегодного разлива Нила), делая один полный рейс с погрузкой, разгрузкой и ночёвками в среднем за 5 дней. Папирусы подтверждают, что камень из Туры и Асуана доставлялся к пирамидам Гизы по воде, через соединявшееся с Нилом искусственное озеро к пристани, открытой в последние годы археологами под руководством Марка Лерера. 

В то же время, огромные карьеры менее качественного, чернового известняка Гизы, равно как и места строительства пирамид в Гизе, расположены на возвышении относительно Нила, следов обводнённых каналов между ними нет; в других местах, например, в Саккаре, река удалена от этих объектов ещё дальше.
В 2022 году группа археологов под руководством Кристофа Моранжа собрала образцы осадочных речных пород в разных точках древней поймы Нила для изучения изменения его судоходности в окрестностях Гизы. Расчеты показали, что 6—5,5 тыс. лет назад уровень воды был высоким, однако после появления первых династий фараонов он начал быстро снижаться, что привело к обмелению боковых протоков Нила, а позже и к их исчезновению. По мнению Моранжа, выбор места для строительства был обусловлен соседством с близким и удобным для навигации протоком Нила.

### Волочение блоков

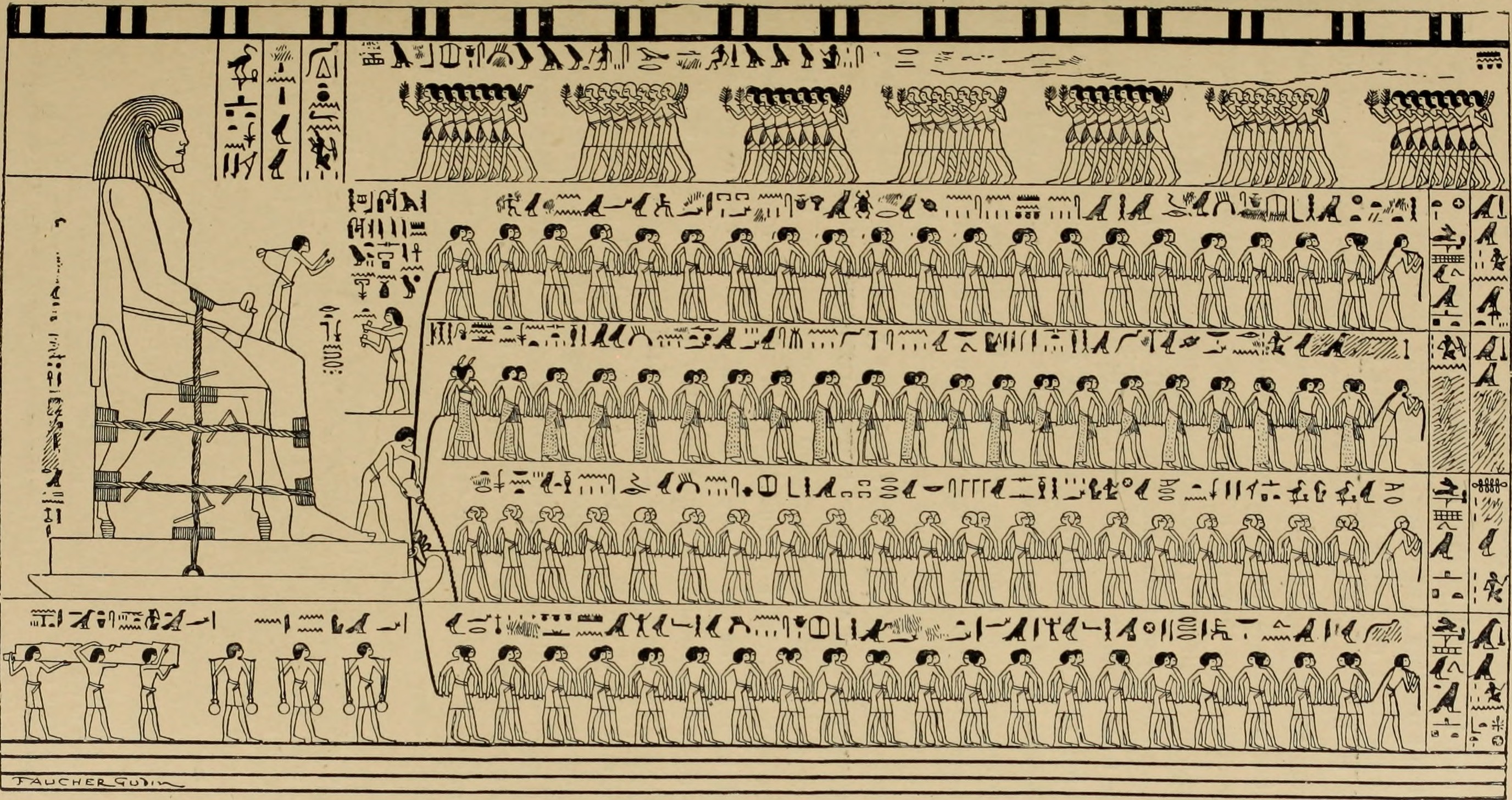
Прорисовка фрески Джехутихотепа II с изображением метода передвижения колосса

Одной из наиболее сложных задач строителей была необходимость перемещения тяжёлых камней. Известна фреска времён XII династии в некрополе Дейр-эль-Берше, на которой изображены 172 человека, тянущих на санях-волокушах алебастровую статую номарха XV нома Джехутихотепа II. Песок по пути следования работник поливает водой, отчего скольжение облегчается. Экспериментальным путём нидерландские физики из Амстердамского университета подтвердили данную теорию в 2014 году.

Оценивая её вес в 60 т, Дэнис Стокс (англ. Denys Stocks) экстраполировал: чтобы привести в движение блок весом 16,3 т, с условием использования смазки было бы достаточно 45, а для веса 2750 кг — 8 рабочих. Поэтому, наиболее распространённым способом было перемещение груза на санях-волокушах. Салазки (сани) являлись наиболее распространённым средством передвижения тяжестей и применялись ещё в Древнем царстве (иероглиф, обозначающий салазки, встречается в Текстах пирамид 
| U15 |

).

### Перекатывание блоков
Для доставки камней известняка с Ливийского плато к месту строительства пирамид времени III-VIII династий большие камни подкатывали, подкладывая под них каменные катки-цилиндры диаметром 10-20 см и длиной до 80 см. По мере продвижения их подбирали и вновь подкладывали спереди. У подножия пирамиды Джосера найдено много каменных шаров диаметром 12-19 см, иногда до 40 см, которые применялись в качестве катков. Меньшие тяжести, например каменный саркофаг, перекатывали с помощью шаров диаметром до 6 см. Подставив груз на катки, один человек мог передвинуть саркофаг весом в несколько тонн. Чтобы шары-катки могли выдержать большую нагрузку, их делали из твёрдых пород камня (долерита).
К такому приёму прибегали при перемещении крупных блоков на небольшое расстояние. Катки-шары и катки-цилиндры можно было применять только на твёрдой гладкой площадке. Древние египтяне подводили грунтовые и каменные дороги к карьерам и строительным площадкам. В Амарне, городе на мягком песке пустыни, для того, чтобы ролики, на которых перекатывали грузы, не тонули в песке, строители устроили мощёную дорогу шириной 3 м. Недалеко от одной из пирамид Гизы сохранились остатки каменной дороги, ведущей к известняковому карьеру. Сложнее обстояло дело с доставкой камня издалека  .
Египтяне также знали способ перекатывания по двум параллельным желобам, заполненным шарами, по мощёным кирпичом дорогам. Подобный способ использовался в России для перемещения Гром-камня массой 1500 т. Остатки выложенных кирпичом дорог найдены возле каменоломен и некоторых пирамид. Однако широкого применения такой способ транспортировки, по-видимому, не имел.

### Использование люлечного механизма
Р. Пэрри (англ. R. H. G. Parry) предложил реконструкцию метода перекатывания блоков с помощью люлечного механизма, который находят при раскопках различных святилищ Нового царства: разместив вокруг блока четыре таких устройства, его можно было легко перекатывать.
Компания Obayashi провела эксперимент с 2,5-тонными бетонными блоками размером 0,8×1,6 м, в ходе которого 18 человек смогли тащить этот груз по плоскости с наклоном 1:4 со скоростью 18 м в минуту; ещё Витрувий в своём трактате «Десять книг об архитектуре» описывал схожие приёмы перемещения нестандартных грузов.
Доказательств, что египтяне использовали именно этот метод, пока нет, но эксперименты показывают возможность работы с блоками такого размера.
Недостатки гипотезы
- египтологи признают такую возможность для 2,5-тонных блоков (составляющих большинство в массе материала), но расходятся в возможностях подобного способа относительно блоков тяжелее 15 т, из которых некоторые достигают по весу 70 т или 90 т (как большой гранитный блок над входом в усыпальницу в пирамиде Хеопса);
- с помощью такого механизма катить блок можно только по твёрдой дороге, но никак не по песку. Следов каменной дороги не найдено. Пандус тоже должен быть весьма твёрдым и прочным и достаточно пологим. На крутом пандусе возникнет проблема устойчивости;
- по пути доставки придётся несколько раз «переобуть» блок — лишние затраты труда и времени. Дополнительные затраты на перемещение люлечного механизма вместе с блоком, необходимость его возврата к месту добычи блоков.

## Грузоподъёмные работы
На стене гробницы Рехмира и в папирусе Анастаси I изображена рампа, наклонная плоскость, по которой камень тащили на салазках, помогая себе рычагами. В настоящее время известны остатки нескольких таких рамп. Малочисленность остатков рамп объясняется тем, что по окончании построек их разбирали. При раскопках Медумской пирамиды в 1929-1930 гг. были найдены остатки наклонной плоскости. Остатки насыпи у пирамиды Медума нашёл Борхардт в 1926 г. В Лиште, к северу от пирамиды Аменемхета I, была расчищена часть насыпи, по-видимому сделанной при сооружении этой пирамиды.

### Подъём и установка пирамидиона
Существует отдельная проблема, связанная с завершением строительства верхней части пирамид, где традиционно устанавливался пирамидион (некоторые из этих пирамидионов сохранились, а на вершине пирамиды Хефрена сохранились камни его крепления).
Известные пирамидионы от заведомо меньших пирамид, чем наиболее крупные, весили несколько тонн; пирамидионы же Великих пирамид могли весить более 10 т, и камень таких размеров и сложной формы надо было доставить на высоту порядка 140 м, где не оставалось ничего кроме гладких боковых граней пирамиды и небольшого посадочного места под сам пирамидион. Это была трудная и очень опасная задача.
В настоящее время наиболее реальной моделью, предложенной египтологами, является возведение лесов в виде «шалаша», внутри которых сам пирамидион подвешивался на канате. Закручиванием каната можно было немного приподнять камень и подставив под него подставку, ослабить канат и поднять леса чуть выше. Не исключено, что пирамидион, таким образом, находился на строительной площадке (слоях) пирамиды бо́льшую часть времени её возведения, вплоть до самого конца строительства, поднимаясь все выше и выше. Тем самым являясь, как бы, контрольным репером всего строительства. Начиная строительство пирамиды с углов, в центре возводили и поднимали пирамидион, подливая под него песок с водой на высоту ряда уладки. Снаружи песчаную подушку обкладывали блоками, не пропускающими воду, и устраивали коробчатые пустоты жесткости, которые тоже заливали песком с водой, которая сама уходила по каналам, а уровень и пирамидион постепенно поднимались выше.

## Внутренний пандус
В первой половине 1980-х годов, в результате исследования методом микрогравиметрии, в Пирамиде Хеопса были выявлены скрытые пустоты, имеющие явную спиральную структуру. В 2005 году французский архитектор Жан-Пьер Уден и Боб Браер выдвинули предположение об использовании внутреннего пандуса при строительстве Большой пирамиды и провели компьютерное моделирование, на основе чего был снят документальный фильм «Разгадка тайны пирамиды Хеопса» (2008). Впоследствии теория спирального пандуса получила широкое признание. К недостаткам этой теории относят то, что она не даёт четкого ответа на вопрос о том, как строились остальные пирамиды Гизы; в частности, Пирамида Микерина имеет очень глубокие вертикальные повреждения кладки, и если бы внутри неё были пандусы (даже заложенные позднее), они были бы давно известны.

## Попытки строительства пирамид в наши дни
В 1977 году японская компания Nippon Corporation, согласовав проект со египетским Верховным Советом древностей и властями арабской республики, попыталась построить уменьшенную копию пирамиды Хеопса, используя ручной труд и примитивные орудия труда. Высота пирамиды составила 20 м. В результате для завершения строительства им пришлось воспользоваться как автомобильными кранами, так и прочими современными механизмами.
В 1997 году археолог Марк Ленер и инженер Роджер Хопкинс (англ. Roger Hopkins) для съёмок эпизода в американском научно-популярном документальном телесериале Nova провели экспериментальное строительство небольшой пирамиды. Её высота составила 6,1 метров, ширина основания порядка 9 метров, общий вес около 367,4 т при объёме в 162 м³. Пирамида состояла из 186 блоков средней массой порядка 2 т.
Строительство заняло немногим более трёх недель, что диктовалось условиями съёмок телесериала. Из них 22 дня ушло, чтобы силами 12 рабочих карьера изготовить необходимые блоки. Для этого использовались железные молотки, зубила и рычаги, подобные по своей геометрии древнеегипетским. Экспериментально было установлено, что применение медных или бронзовых инструментов потребовало бы привлечение дополнительных 200 человек для их постоянной заточки.
Для ускорения строительства монтаж блоков осуществлялся с помощью вилочного погрузчика, каковая техника, как известно, отсутствовала в Древнем Египте. При этом  установка замкового, самого верхнего блока массой чуть менее тонны, безуспешно производилась силами пяти человек при использовании рычагов. Попутно экспериментально было определено, что использовавшиеся двухтонные блоки невозможно перемещать, в том числе и на подъём, силами 12—20 человек при условии использования деревянных полозьев, скользящих по деревянному настилу. Методы и способы перемещения более тяжелых блоков до сих пор остаются невыясненными.

## Версии технологиикладки
Ещё одна проблема возникает в связи с раствором, используемым для заполнения пустот между камнями, так как для этого требовалось немалое количество гипса. Связующий материал хоть и не играет основной роли для стабилизации постройки, он всё же был необходим в качестве смазки для облегчения перемещения тяжёлых блоков. Причина предпочтения, оказанного гипсу, несмотря на обилие извести в Египте и более удобное расположение её месторождений, кроется в дефицитности топлива. Известь требует гораздо более высокой температуры для обжига и, следовательно, больше топлива. Лишь после появления в Египте греков и римлян, привыкших к извести в Европе, где влажный климат делает гипс бесполезным для наружных работ, египтяне также перешли к обжигу извести.
Процесс производства строительного гипса требует дегидратации исходного сырья, для чего, в свою очередь, нужно топливо – древесина. Исходя из этого Дэвид Кох, проводивший исследования по программе радиоуглеродного обследования пирамид (англ. Pyramids Radiocarbon Project), высказал предположение, что для постройки пирамид в Гизе Египту пришлось бы свести все свои леса до последней щепки. Гигантские каменные пирамиды Древнего царства могут знаменовать собой значительное потребление древесного покрова Египта. Радиоуглеродный проект Дэвида Х. Коха «Пирамиды» заставляет нас задуматься об экологии лесов, процессах формирования местности, древней промышленности и её воздействии на окружающую среду.
Анализ углерода, извлечённого из материала-заполнителя, показал некоторый разброс полученных дат в отдельных частях пирамид, что Кох связывает с необходимостью использовать старое древесное топливо. По этой причине данный феномен может трактоваться в пользу гипотезы, что меньшие размеры более поздних пирамид объясняются сильным истощением лесных ресурсов Египта. Однако подобные предположения египтологами всерьёз не рассматриваются.
Сам фундамент постройки по горизонту выравнивали, вероятно, путём заполнения водой вырытых вокруг основания траншей (как предполагают Марк Ленер и Йорверт Эдвардс), либо же с помощью обычного квадратного уровня и опытных разметчиков.

## Оценки трудоёмкости
Работу каменщиков, добывающих строительный материал, учитывали, на некоторых стенах сохранились пометы-даты.
Некоторые исследователи выдвигали оценки трудоёмкости постройки пирамиды Хеопса. Например, К. Менделссон посчитал необходимым привлечение не более 50 тыс. чел., когда Л. Борхардт и Л. Крон оценили в 36 тыс., М. Вернер — в 30 тыс. человек.

## Возможные технологии отделки и облицовки
Одним из способов обработки камня было шлифование. При разравнивании поверхности мастера пользовались доской, покрытой красной краской. Если провести такой доской по камню, то на буграх его останется краска, указывающая, где ещё надо снять поверхность блока. Судя по многочисленным изображениям на стенах гробниц, шлифовка производилась булыжником, зажатым в руке. Обработка облицовочных камней пирамиды Хафра была такова, что между блоками исследователю не удалось просунуть даже лезвие перочинного ножа.

## Реконструкция плана строительства
В 2022 году команда Проектной Ассоциации[кто?] выполнила вариант реконструкции календарного плана-графика строительства Пирамиды Хеопса. По полученным расчетам пирамида могла быть построена древними египтянами за 16,5 лет. Критический путь проекта состоял из укладки более 2 млн известняковых блоков тела пирамиды. Добыча, транспортировка и установка гранитных блоков внутренних камер, даже наиболее крупных, могла иметь на этом фоне значительные резервы по времени.